# Sergio Verdú
Sergio Verdú (Barcelona, 15 de agosto de 1958) é um teórico da informação espanhol-estadunidense. É professor da Cátedra Eugene Higgins de engenharia elétrica da Universidade de Princeton.
Verdú obteve a graduação em engenharia de telecomunicações na Universidade Politécnica da Catalunha, Barcelona, em 1980, com um Ph.D. em engenharia elétrica na Universidade de Illinois em Urbana-Champaign em 1984, orientado por Vincent Poor.

## Prêmios e honrarias
- IEEE Fellow (1993)[2]
- Prêmio Frederick Emmons Terman da American Society for Engineering Education (2000)
- IEEE Third Millennium Medal (2000)
- Doutorado honoris causa da Universidade Politécnica da Catalunha, (2005)
- Membro da Academia Nacional de Engenharia dos Estados Unidos (2007)[3]
- Membro da Academia Nacional de Ciências dos Estados Unidos (2014)
- Corresponding Member of the Royal Academy of Engineering of Spain  (2013)
- Prêmio Claude E. Shannon da IEEE Information Theory Society (2007)[4]
- Medalha Richard W. Hamming (2008)[5]
- Prêmio para Revisão Científica NAS (2016)

Seus artigos receberam diversos prêmios:
- 1992 IEEE Donald G. Fink Prize Paper Award[6]
- 1998 Information Theory Paper Award from the IEEE Information Theory Society[7]
- 1998 Golden Jubilee Paper Award from the IEEE Information Theory Society[8]
- 2000 Paper Award from the Japan Telecommunications Advancement Foundation,
- 2002 Leonard G. Abraham Prize from the IEEE Communications Society (together with Ralf R. Müller), for best paper in the field of communications systems[9]
- 2006 ComSoc & IT Joint Paper Award from the IEEE Communications Society and the IEEE Information Theory Society[10]
- 2008 Journal on Wireless Communications and Networking Best Paper Award from the European Association for Signal Processing (EURASIP)[11]
- 2009 Stephen O. Rice Prize from the IEEE Communications Society (together with Angel Lozano and Antonia Tulino), for best paper in the field of communications theory[12]
- 2011 Information Theory Paper Award from the  IEEE Information Theory Society [7]